# Temporada 1996 del fútbol colombiano
La Temporada 1996 del fútbol colombiano abarcó todas las actividades relativas a campeonatos de fútbol profesional, nacionales e internacionales, disputados por clubes colombianos, y por las selecciones nacionales de este país, en sus diversas categorías.

## Torneos locales

### Categoría Primera A
En este año se disputaron el Campeonato colombiano 1995-96 en el primer semestre y a partir del segundo semestre el Campeonato colombiano 1996-97.
|                                   |
| Bandera de Colombia               |
| Campeón Deportivo Cali 6.º título |

#### Tabla de reclasificación
En la tabla de reclasificación se lleva a cabo la sumatoria de puntos de los clubes en todos los partidos del campeonato de primera división en la temporada 1995-96 (incluyendo fases finales)—. En la misma se expresan los equipos clasificados de Colombia a los torneos internacionales de Conmebol para el siguiente año. Los cupos a torneos internacionales se distribuyeron de la siguiente manera:
- Copa Libertadores: Colombia 1 correspondió al campeón del Campeonato colombiano 1995-96 y Colombia 2 al subcampeón del Campeonato colombiano 1995-96, iniciando ambos su participación desde la Fase de grupos.[3]
- Supercopa Sudamericana: Atlético Nacional clasifica automáticamente por haber sido campeón de la Copa Libertadores 1989.
- Copa Conmebol: Los cupos a la Copa Conmebol 1996 se definieron mediante la Reclasificación del Campeonato colombiano 1995-96 y la Liguilla Pre-Conmebol 1996.
- Copa Conmebol: Los cupos a la Copa Conmebol 1997 se entregaron mediante el Campeonato colombiano 1996-97.

En esta tabla no se toman en cuenta los puntos de bonificación ya que ellos solo aplicaban como ítem de desempate para los Cuadrangulares Semifinales, ni tampoco los puntos de la Liguilla Pre-Conmebol 1996 al ser un torneo clasificatorio a certamen internacional.
| Pos. | Equipo                 | Pts. | PJ | G  | E  | P  | GF  | GC | Dif. |  |
| ---- | ---------------------- | ---- | -- | -- | -- | -- | --- | -- | ---- |  |
| 1    | Deportivo Cali (C)     | 119  | 60 | 34 | 17 | 9  | 121 | 66 | +55  |  |
| 2    | América de Cali        | 101  | 60 | 27 | 20 | 13 | 99  | 65 | +34  |  |
| 3    | Atlético Nacional      | 95   | 60 | 27 | 14 | 19 | 94  | 74 | +20  |  |
| 4    | Millonarios            | 94   | 60 | 28 | 10 | 22 | 92  | 72 | +20  |  |
| 5    | Deportes Tolima        | 80   | 54 | 20 | 20 | 14 | 67  | 55 | +12  |  |
| 6    | Unión Magdalena        | 75   | 54 | 20 | 15 | 19 | 62  | 70 | −8   |  |
| 7    | Once Caldas            | 72   | 54 | 18 | 18 | 18 | 75  | 70 | +5   |  |
| 8    | Junior                 | 71   | 54 | 19 | 14 | 21 | 79  | 71 | +8   |  |
| 9    | Envigado F. C.         | 62   | 48 | 15 | 17 | 16 | 52  | 52 | 0    |  |
| 10   | Deportivo Pereira      | 55   | 48 | 12 | 19 | 17 | 53  | 63 | −10  |  |
| 11   | Atlético Bucaramanga   | 54   | 48 | 12 | 18 | 18 | 44  | 61 | −17  |  |
| 12   | Cortuluá               | 54   | 48 | 12 | 18 | 18 | 63  | 87 | −24  |  |
| 13   | Deportes Quindío       | 52   | 48 | 14 | 10 | 24 | 63  | 87 | −24  |  |
| 14   | Atlético Huila         | 52   | 48 | 12 | 16 | 20 | 62  | 98 | −36  |  |
| 15   | Santa Fe               | 54   | 48 | 14 | 12 | 22 | 71  | 80 | −9   |  |
| 16   | Independiente Medellín | 47   | 48 | 12 | 11 | 25 | 43  | 63 | −20  |  |

 Fuente: Rsssf
|  | Club clasificado a la Copa Libertadores 1997      |
|  | Club clasificado a la Supercopa Sudamericana 1997 |
|  | Club clasificado a la Copa Conmebol 1996          |

| (C) | Campeón del Campeonato colombiano 1995-96. |

##### Representantes en competición internacional
| Clasificado como | Copa Libertadores 1997 | Supercopa Sudamericana 1997 | Copa Conmebol 1996 |
| ---------------- | ---------------------- | --------------------------- | ------------------ |
| Colombia 1       | Deportivo Cali         | Atlético Nacional           | Deportes Tolima    |
| Colombia 2       | Millonarios            |                             | Santa Fe           |

#### Tabla del descenso
A partir de la temporada 1995-96 se implementó que los ascensos y descensos en el fútbol colombiano se definan por la Tabla de descenso, la cual promedia las campañas de campeonato colombiano 1994, Campeonato colombiano 1995 y campeonato colombiano 1995-96. Los puntos de la tabla se obtienen de la división del puntaje total entre partidos jugados. El último  en dicha tabla descenderá a la Categoría Primera B dándole el ascenso directo al campeón de la segunda categoría.
En la Tabla de descenso no cuentan los partidos por cuadrangulares semifinales, final del campeonato, torneos clasificatorios a competencia internacional, ni puntos de bonificación; únicamente los de la fase todos contra todos.
| Pos. | Equipos                | PJ  | Pts. | Prom. |
| ---- | ---------------------- | --- | ---- | ----- |
| 1.   | Deportivo Cali         | 124 | 196  | 1.581 |
| 2.   | América de Cali        | 124 | 193  | 1.556 |
| 3.   | Atlético Nacional      | 124 | 189  | 1.524 |
| 4.   | Junior                 | 124 | 176  | 1.419 |
| 5.   | Once Caldas            | 124 | 160  | 1.29  |
| 6.   | Millonarios            | 124 | 152  | 1.226 |
| 7.   | Deportes Tolima        | 124 | 151  | 1.218 |
| 8.   | Envigado F. C.         | 124 | 142  | 1.145 |
| 9.   | Independiente Medellín | 124 | 141  | 1.137 |
| 10.  | Unión Magdalena        | 124 | 138  | 1.113 |
| 11.  | Deportivo Pereira      | 124 | 137  | 1.105 |
| 12.  | Santa Fe               | 124 | 134  | 1.081 |
| 13.  | Deportes Quindío       | 124 | 130  | 1.048 |
| 14.  | Cortuluá               | 124 | 127  | 1.024 |
| 15.  | Atlético Bucaramanga   | 124 | 123  | 0.992 |
| 16.  | Atlético Huila (D)     | 124 | 122  | 0.984 |

Fuente: Web oficial de Dimayor
| (D) | Descenso a la Categoría Primera B para la temporada 1996-97. |

##### Cambios de categoría
|  | Atlético Huila |

|  | Cúcuta Deportivo |

### Categoría Primera B
En este año se disputó la Primera B 1995-96 en el primer semestre y a partir del segundo semestre la Primera B 1996-97.
|                                      |
| Bandera de Colombia                  |
| Campeón Cúcuta Deportivo 1.er título |

### Torneos de carácter aficionado

#### Categoría Primera C
|                                       |
| Bandera de Colombia                   |
| Campeón América de Cali B 1.er título |

## Torneos internacionales

### Copa Libertadores
| Equipo          | Fase final       | Pts. | PJ | PG | PE | PP | GF | GC | Dif. | Rend.  |
| --------------- | ---------------- | ---- | -- | -- | -- | -- | -- | -- | ---- | ------ |
| América de Cali | Subcampeón       | 26   | 14 | 8  | 2  | 4  | 22 | 9  | 13   | 61.9 % |
| Junior          | Cuartos de final | 15   | 10 | 4  | 3  | 3  | 10 | 8  | 2    | 50 %   |

### Supercopa Sudamericana
| Equipo            | Fase final       | Pts. | PJ | PG | PE | PP | GF | GC | Dif. | Rend.   |
| ----------------- | ---------------- | ---- | -- | -- | -- | -- | -- | -- | ---- | ------- |
| Atlético Nacional | Cuartos de final | 7    | 4  | 2  | 1  | 1  | 7  | 6  | 1    | 58.33 % |

### Copa Conmebol
| Equipo          | Fase final       | Pts. | PJ | PG | PE | PP | GF | GC | Dif. | Rend.  |
| --------------- | ---------------- | ---- | -- | -- | -- | -- | -- | -- | ---- | ------ |
| Santa Fe        | Subcampeón       | 13   | 7  | 4  | 1  | 2  | 9  | 6  | 3    | 61.9 % |
| Deportes Tolima | Octavos de final | 3    | 2  | 1  | 0  | 1  | 1  | 4  | -3   | 50 %   |

## Selección nacional masculina

### Mayores
| Fecha           | Lugar                                                           | Rival             | Marcador | Competencia                                | Goles de Colombia                                                  |
| --------------- | --------------------------------------------------------------- | ----------------- | -------- | ------------------------------------------ | ------------------------------------------------------------------ |
| 6 de marzo      | Orange Bowl Miami, Estados Unidos                               | Honduras          | 2 : 1    | Amistoso internacional                     | Iván René Valenciano                                               |
| 21 de marzo     | Estadio Guillermo Plazas Alcid · Neiva, Colombia                | Trinidad y Tobago | 3 : 0    | Amistoso internacional                     | Luis Quiñónez · Adolfo Valencia                                    |
| 28 de marzo     | Estadio Atanasio Girardot · Medellín, Colombia                  | Bolivia           | 4 : 1    | Amistoso internacional                     | Adolfo Valencia · Alexis Mendoza · Faustino Asprilla               |
| 24 de abril     | Estadio Metropolitano Roberto Meléndez · Barranquilla, Colombia | Paraguay          | 1 : 0    | Clasificación para la Copa Mundial de 1998 | 53' Faustino Asprilla                                              |
| 29 de mayo      | Orange Bowl Miami, Estados Unidos                               | Escocia           | 1 : 0    | Amistoso internacional                     | Faustino Asprilla                                                  |
| 2 de junio      | Estadio Nacional · Lima, Perú                                   | Perú              | 1 : 1    | Clasificación para la Copa Mundial de 1998 | 60' Víctor Hugo Aristizábal                                        |
| 7 de julio      | Estadio Metropolitano Roberto Meléndez · Barranquilla, Colombia | Uruguay           | 3 : 1    | Clasificación para la Copa Mundial de 1998 | 7' Faustino Asprilla · 20' Carlos Valderrama · 78' Antony de Ávila |
| 1 de septiembre | Estadio Metropolitano Roberto Meléndez · Barranquilla, Colombia | Chile             | 4 : 1    | Clasificación para la Copa Mundial de 1998 | 3' 31' 47' Faustino Asprilla · 43' Jorge Bermúdez                  |
| 9 de octubre    | Estadio Olímpico Atahualpa Quito, Ecuador                       | Ecuador           | 1 : 0    | Clasificación para la Copa Mundial de 1998 | 72' Faustino Asprilla                                              |
| 1 de noviembre  | Shea Stadium Nueva York, Estados Unidos                         | Honduras          | 2 : 1    | Amistoso internacional                     | Jhon Mario Ramírez · Juan Pablo Ángel                              |
| 10 de noviembre | Estadio Hernando Siles · La Paz, Bolivia                        | Bolivia           | 2 : 2    | Clasificación para la Copa Mundial de 1998 | 40' (pen.) Mauricio Serna · 54' Freddy Rincón                      |
| 23 de noviembre | Complejo Deportivo de Suwon Suwon, Corea del Sur                | Corea del Sur     | 1 : 4    | Amistoso internacional                     | Juan Guillermo Villa                                               |
| 15 de diciembre | Polideportivo de Pueblo Nuevo San Cristóbal, Venezuela          | Venezuela         | 2 : 0    | Clasificación para la Copa Mundial de 1998 | 7' Jorge Bermúdez · 50' Iván René Valenciano                       |

### Sub-23

#### Torneo Preolímpico Sudamericano Sub-23
| Equipo             | Pts. | PJ | PG | PE | PP | GF | GC | Dif. | Rend.   |
| ------------------ | ---- | -- | -- | -- | -- | -- | -- | ---- | ------- |
| Selección Colombia | 2    | 4  | 0  | 2  | 2  | 8  | 12 | –4   | 16.67 % |

- Resultado final: Noveno lugar, no clasificó a los Juegos Olímpicos de Atlanta 1996.